# Talarurus
Talarurus (pronunciado: / tæləruərəs / tal-uh-roor-us) é um género extinto pertencente à família dos Ankylosauridae de porte igual a um hipopótamo moderno, e que possuía uma armadura e uma grande cauda. Foi nomeado por Evgeny Maleev em 1952.

## Idade e localização
O gênero foi descoberto em 1950 por uma expedição soviética e atualmente são conhecidas pelo menos cinco amostras individuais. Os restos foram descobertos na parte sudeste do Deserto de Gobi, na Mongólia. De acordo com os cientistas, os Talarurus viviam em planícies aluviais de várzeas há 70 milhões de anos, no Cretáceo Superior da era Mesozoica do éon Fanerozoico.

## Descrição
Pesava cerca de 3,6 toneladas e teria 6 metros de comprimento. Eram herbívoros. O seu corpo era formado por uma blindagem de placas rugosas e unidas para sua proteção. A cauda era a sua grande arma, sendo longa e baixa, e poderia ser capaz de atacar um poderoso tarbossauro numa batalha. A força e a potência de sua cauda era devido aos tendões entrelaçados e fixados na parte final da cauda. Seu próprio nome era uma referência à sua própria cauda. O crânio do Talarurus media aproximadamente 24 cm de comprimento por 22 cm de largura. Este anquilossaurídeo possuía cinco dedos na parte dianteira do pé e quatro dedos no pé traseiro. Características complementares do diagnóstico incluem vértebras dorsais transversalmente com ampla osteoderms com ornamentação franzida.